# Allobarbital
Allobarbital, còn được gọi là allobarbitone và được gắn nhãn là Cibalgine hoặc Dial-Ciba (kết hợp với ethyl carbamate), là một dẫn xuất barbiturat được phát minh vào năm 1912 bởi Ernst Preiswerk và Ernst Grether làm việc cho CIBA. Nó được sử dụng chủ yếu như một thuốc chống co giật  mặc dù hiện nay nó đã được thay thế phần lớn bằng các loại thuốc mới hơn với hồ sơ an toàn được cải thiện. Các ứng dụng khác cho allobarbital bao gồm như một chất phụ trợ để tăng cường hoạt động của thuốc giảm đau, và sử dụng trong điều trị chứng mất ngủ và lo lắng.
Allobarbital không bao giờ được sử dụng rộng rãi so với các barbiturat được biết đến nhiều hơn như phenobarbital và secobarbital, mặc dù nó được sử dụng nhiều hơn ở một số nước châu Âu như Bulgaria và Slovakia, và vẫn được sử dụng như Ba Lan, nhưng chỉ là hợp chất.